# 藤原有沙
藤原 有沙（ふじわら ありさ、1987年9月25日 - ）は、愛媛県四国中央市出身の元バスケットボール選手である。ポジションはフォワード。175cm。ニックネームは「シェル」。

## 来歴
聖カタリナ女子高校では1年のインターハイから出場を果たし、2年のウィンターカップではベスト4に貢献する。
卒業後、デンソーに入社。この年にはヤングウーメン日本代表に選出される。2016年引退。

## 経歴
- 聖カタリナ女子高 - デンソー（2006年〜2016年）

## 日本代表歴
- 2006アジアヤングウーメン
- 2012ロンドンオリンピック世界最終予選
- 2013年バスケットボール女子アジア選手権

## 参照
1. ↑  “退部者のご報告（2016.4.25）”.   デンソーアイリス (2016年4月25日). 2016年4月25日閲覧。